# Поперчин
Поперчин (пол. Poperczyn) — село в Польщі, у гміні Жулкевка Красноставського повіту Люблінського воєводства.
Населення — 160 осіб (2011).
У 1975-1998 роках село належало до Замойського воєводства.

## Демографія
Демографічна структура станом на 31 березня 2011 року:
|          | Загалом | Допрацездатний вік | Працездатний вік | Постпрацездатний вік |
| -------- | ------- | ------------------ | ---------------- | -------------------- |
| Чоловіки | 75      | 8                  | 46               | 21                   |
| Жінки    | 85      | 7                  | 47               | 31                   |
| Разом    | 160     | 15                 | 93               | 52                   |